# Kaijuu-Oh Godzilla
Kaijuu-Oh Godzilla (怪獣王ゴジラ?) anche conosciuto come Godzilla: King of the Monsters è un videogioco d'azione/di combattimento sviluppato e pubblicato nel 1993 dalla Bandai per Game Boy, e reso disponibile esclusivamente sul mercato giapponese. Il titolo è ispirato al franchise cinematografico di Godzilla.